# Lijst van keizers van Ethiopië
Dit is een lijst van keizers van Ethiopië.

## Beknopte tijdlijn
| 250-ca. 950 | Keizerrijk/koninkrijk Aksum |
| 1137        | Keizerrijk Ethiopië |
| 1889        | Annexatie van Sheba (Shewa of Shoa) |
| 1889-1896   | Italiaans protectoraat Ethiopië (Abessinië) |
| 1896        | Italianen verslagen bij Adowa |
| 1935        | Italiaanse invasie |
| 1936        | Annexatie van Ethiopië. Koning Victor Emanuel III van Italië wordt keizer van Ethiopië. Ethiopië wordt onderdeel (met Somalië en Eritrea) van Italiaans-Oost-Afrika |
| 1941        | Bevrijding van Ethiopië, terugkeer van keizer Haile Selassie uit ballingschap                                                                                       |
| 1962        | Eritrea geannexeerd, tot 1993 burgeroorlog tussen het Ethiopisch leger en Eritrese vrijheidsstrijders                                                               |
| 1974        | Ethiopische Staat |
| 1975        | Monarchie afgeschaft in Ethiopië |
| 1987        | Democratische Volksrepubliek Ethiopië |
| 1991        | Ethiopië |
| 1993        | Onafhankelijkheid van Eritrea |
| 1995        | Federaal Democratische Republiek Ethiopië |

## Keizers van Ethiopië (1137-1975)
Onderstaande zijn de lijsten en tabellen van keizers van Ethiopië

### Zagwe-dynastie (1137-1270)

Wapen van keizerrijk Ethiopië

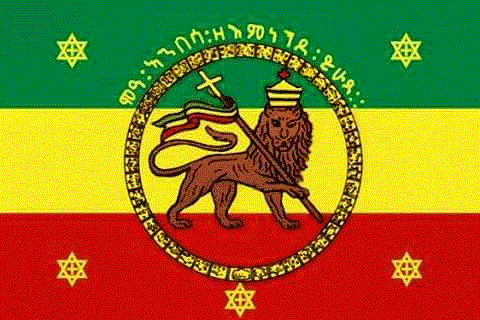
Vlag van de keizer van Ethiopië (voor)

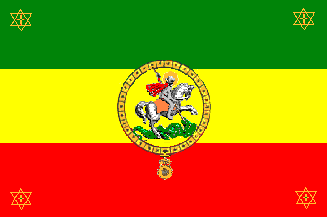
Vlag van de keizer van Ethiopië (achter)

Het is niet exact bekend wanneer deze periode precies aanving, mogelijk van rond 1137 tot 1270. Toen Yudit rond 1137 het Aksumitische rijk in de as legde zag de Zagwe-dynastie de kans om de macht te pakken.
| Monarch | Monarch               | Regeringsperiode |
| ------- | --------------------- | ---------------- |
|         | Mara Takla Haymanot   |                  |
|         | Tatadim               |                  |
|         | Jan Seyum             |                  |
|         | Germa Seyum           |                  |
|         | Yemrehana Krestos     |                  |
|         | Kedus Harbe           |                  |
|         | Gebre Mesqel Lalibela | ± 1205-1225      |
|         | Na'akueto La'ab       |                  |
|         | Yetbarak              |                  |
|         | Mairari (Negus)       |                  |
|         | Harbai (Negus)        |                  |

### Salomonische dynastie (ongeveer 1270-1975)
Yekuno Amlak zwoer dat hij van Salomo afstamde en maakte een einde aan de Zagwe-dynastie.
| Monarch | Monarch                                                    | Regeringsperiode  | Regeringsperiode  |
| ------- | ---------------------------------------------------------- | ----------------- | ----------------- |
|         | Yekuno Amlak (?-1285)                                      | 1270              | 1285              |
|         | Susenyos I (1603-1667)                                     | 1606              | 1632              |
|         | Fasilides (1603-1667)                                      | 1632              | 1667              |
|         | Tekle Haymanot I Iyasu (1684-1708)                         | 27 maart 1706     | 30 juni 1708      |
|         | Amda Seyon (?-1707) (tegenkeizer)                          | sept. 1707        | sept. 1707        |
|         | Na'od II Tekle Haymanot                                    | jul. 1708         |                   |
|         | Tewoflos Yohannes (?-1711)                                 | 1 juli 1708       | 14 oktober 1711   |
|         | Nebahne Yohannes (tegenkeizer)                             | 1709              | juli 1710         |
|         | Yostos Delba Iyasus (?-1716)                               | 14 oktober 1711   | 19 februari 1716  |
|         | Dawit III Iyasu (1695-1721)                                | 8 februari 1716   | 18 mei 1721       |
|         | Walda Giyorgis Iyasu                                       | mei 1721          |                   |
|         | Asma Giyorgis Iyasu (?-1730)                               | 18 mei 1721       | 19 september 1730 |
|         | Iyasu II Asma Giyorgis (1723-1755)                         | 19 september 1730 | 27 juni 1755      |
|         | Matuab Walatta Giyorgis (1x) (regentes)                    | 1730              | 1755              |
|         | Hezqeyas (tegenkeizer)                                     | 1736              | 1737              |
|         | Iyoas I Iyasu (1740-1769)                                  | 27 juni 1755      | 7 mei 1769        |
|         | Matuab Walatta Giyorgis (2x) (regentes)                    | 1755              | 1769              |
|         | Yohannes II Iyasu (1699-1769)                              | 7 mei 1769        | 18 oktober 1769   |
|         | Tekle Haymanot II Yohannes (1x) (1754-1777)                | 18 oktober 1769   | aug. 1770         |
|         | Susenyos II Iyasu (?-1771)                                 | aug. 1770         | dec. 1770         |
|         | Tekle Haymanot II Yohannes (2x) (1754-1777)                | dec. 1770         | 13 april 1777     |
|         | Salomon II Adigo (?-1782)                                  | 13 april 1777     | 20 juli 1779      |
|         | Tekle Giyorgis I Yohannes (1x) (1751-1817)                 | 20 juli 1779      | 8 februari 1784   |
|         | Iyasu III Zequ (?-1810)                                    | 16 februari 1784  | 24 april 1788     |
|         | Iyasu (?-1813) (tegenkeizer)                               | 1787              | 1788              |
|         | Be'ede Mariam (tegenkeizer)                                | 1787              | 1788              |
|         | Tekle Haymanot (tegenkeizer)                               | feb. 1788         | 1789              |
|         | Tekle Giyorgis I Yohannes (2x) (1751-1817)                 | 24 april 1788     | 26 juli 1789      |
|         | Hezqeyas Iyasu (?-1813)                                    | 26 juli 1789      | jan. 1794         |
|         | Tekle Giyorgis I Yohannes (3x) (1751-1817)                 | jan. 1794         | 15 april 1795     |
|         | Be'ede Mariam III Salomon (1749-1833)                      | 15 april 1795     | dec. 1795         |
|         | Tekle Giyorgis I Yohannes (4x) (1751-1817)                 | dec. 1795         | 20 mei 1796       |
|         | Salomon III Tekle Haymanot (1x)                            | 20 mei 1796       | 15 juli 1797      |
|         | Yonas Letezum (?-1813)                                     | 18 augustus 1797  | 4 januari 1798    |
|         | Tekle Giyorgis I Yohannes (5x) (1751-1817)                 | 4 januari 1798    | 20 mei 1799       |
|         | Salomon III Tekle Haymanot (2x)                            | maart 1799        |                   |
|         | Demetros Arqedewos (1x) (?-1802)                           | 25 juli 1799      | 24 maart 1800     |
|         | Tekle Giyorgis I Yohannes (6x) (1751-1817)                 | 24 maart 1800     | juni 1800         |
|         | Demetros Arqedewos (2x)                                    | juni 1800         | juni 1801         |
|         | Egwale Seyon Hezqeyas (?-1818)                             | juni 1801         | 12 juni 1818      |
|         | Iyoas II Hezqeyas (?-1821)                                 | 14 juni 1818      | 3 juni 1821       |
|         | Gigar Iyasu (1x) (1745-1832)                               | 3 juni 1821       | apr. 1826         |
|         | Be'ede Mariam IV Salomon                                   | apr. 1826         |                   |
|         | Gigar Iyasu (2x) (1745-1832)                               | apr. 1826         | 18 juni 1830      |
|         | Iyasu IV Salomon                                           | 18 juni 1830      | 18 maart 1832     |
|         | Gebre Krestos Gebre Mesay (1x)                             | 18 maart 1832     | 1832              |
|         | Sahle Dengel Gebre Mesay (1x) (1778-1855)                  | 1832              |                   |
|         | Gebre Krestos Gebre Mesay (2x)                             | 1832              | 8 juni 1832       |
|         | Sahle Dengel Gebre Mesay (2x) (1778-1855)                  | okt. 1832         | 29 augustus 1840  |
|         | Egwala Anbasa (tegenkeizer)                                | 1832              |                   |
|         | Yohannes III Tekle Giyorgis (1x) (±1791-±1873)             | 30 augustus 1840  | okt. 1841         |
|         | Sahle Dengel Gebre Mesay (3x) (1778-1855)                  | okt. 1841         | 1845              |
|         | Yohannes III Tekle Giyorgis (2x) (±1791-±1873)             | 1845              |                   |
|         | Sahle Dengel Gebre Mesay (4x) (1778-1855)                  | 1845              | 1850              |
|         | Yohannes III Tekle Giyorgis (3x) (±1791-±1873)             | 1850              | 1851              |
|         | Sahle Dengel Gebre Mesay (5x) (1778-1855)                  | 1851              | 11 februari 1855  |
|         | Ali Alula (heerser)                                        | 1851              | 1853              |
|         | Webe Haile Mariam (heerser)                                | 1853              | 1855              |
|         | Tewodros II (1818-1868)                                    | 11 februari 1855  | 13 april 1868     |
|         | Tekle Giyorgis II (?-1873)                                 | 11 juni 1868      | 11 juli 1871      |
|         | Menelik II (1844-1913) (tegenkeizer)                       | 1868              |                   |
|         | Yohannes IV (1837-1889)                                    | 11 juli 1871      | 10 maart 1889     |
|         | Menelik II (1844-1913)                                     | 10 maart 1889     | 12 december 1913  |
|         | Etege T'aytu Bet'ul (regentes)                             | 1910              |                   |
|         | Ras Tesemma (regent)                                       | 1910              | 1911              |
|         | Lij Iyasu (regent)                                         | 1912              | 1913              |
|         | Iyasu V (1895-1935)                                        | 12 december 1913  | 27 september 1916 |
|         | Zauditu (1876-1930) (keizerin)                             | 27 september 1916 | 2 april 1930      |
|         | Ras Tafari Makonnen (1892-1975) (regent; vanaf 1928 Negus) | 1916              | 1930              |
|         | Haile Selassie I (1892-1975) (=Ras Tafari Makonnen) (1x)   | 2 april 1930      | 2 mei 1936        |
|         | Ras Imru (regent)                                          | mei 1936          | dec. 1936         |

| Monarch | Monarch                                               | Regeringsperiode | Regeringsperiode |
| ------- | ----------------------------------------------------- | ---------------- | ---------------- |
|         | Victor Emanuel III (1869-1947) (de koning van Italië) | 9 mei 1936       | 5 mei 1941       |

| Monarch | Monarch                                       | Regeringsperiode  | Regeringsperiode  |
| ------- | --------------------------------------------- | ----------------- | ----------------- |
|         | Haile Selassie I (2x) (1892-1975)             | 5 mei 1941        | 12 september 1974 |
|         | Mengistu Neway + Germane Neway (in oppositie) | dec. 1960         |                   |
|         | Asfa Wossen (1x) (1916-1997) (tegenkeizer)    | dec. 1960         |                   |
|         | Asfa Wossen (2x) (1916-1997) (Amha Selassie)  | 12 september 1974 | 12 maart 1975     |